# Mulona manni
Mulona manni är en fjärilsart som beskrevs av William D. Field 1952. Mulona manni ingår i släktet Mulona och familjen björnspinnare. Inga underarter finns listade i Catalogue of Life.